# Аль-Филь
Аль-Фи́ль (араб. الفيل — Слон) — сто пятая сура Корана. Сура мекканская.  Состоит из 5 аятов.

## Содержание
В суре рассказывается о владельцах слона, которые намеревались уничтожить Запретный дом Аллаха, и обращается внимание на содержащееся в этом рассказе назидание.
В этой суре рассказывается о походе Абрахи аль-Ашрама, который направился из Йемена в Мекку с целью разрушить Каабу, чтобы отвратить арабских паломников от неё. Он собрал многочисленную армию, часть которой ехала на слонах. Эта армия направилась в Хиджаз и расположилась в местечке аль-Магмас, на пути в ат-Таиф, где произошли стычки между армией Абрахи и арабами. Но этот поход закончился провалом из-за многочисленных трудностей, которые они встретили со стороны йеменских и хиджазских племён, и из-за охватившей войско эпидемии. Он вернулся в свою страну, потеряв бо́льшую часть своей армии и не достигнув своей цели. Этот поход, который произошёл в 570 или 571 году, вошёл в календарь арабского доисламского Хиджаза под названием «Год слона». Пророк Мухаммад родился в этом же году.
Есть версия, что поход закончился у вади (долины) Мухассир, расположенной между Муздалифой и Миной. Когда Абрахи аль-Ашрам приготовился к нападению, Аллах наслал на его войско огромные стаи птиц, которые забросали солдат кусками окаменевшей глины (сиджиль), превратив их в некое подобие «объеденных листьев». В его войске было большое число эфиопов и слонов.

 Разве ты не видел, что сделал твой Господь с владельцами слона? ۝ Разве Он не запутал их козни ۝ и не наслал на них птиц стаями? ۝ Они бросали в них каменья из обожжённой глины ۝ и превратили их в подобие изъеденных иссохших злаковых листьев. 
—  105:1—5 (Кулиев)